# Paramerina hanseni
Paramerina hanseni är en tvåvingeart som beskrevs av Roback 1971. Paramerina hanseni ingår i släktet Paramerina och familjen fjädermyggor.
Artens utbredningsområde är Washington. Inga underarter finns listade i Catalogue of Life.